# شهرستان لینگشوو
شهرستان لینگشوو (به لاتین: Lingshou County) یک منطقهٔ مسکونی در چین است که در شیجیاژوانگ واقع شده‌است.